# 朗文·威廉斯
朗文·威廉斯（英語：Ronwen Williams，1992年1月21日—）是一名南非職業足球員，目前效力南非足球超級聯賽球隊馬姆洛迪辛當斯。南非國家足球隊成員。

## 榮譽
馬姆洛迪辛當斯
- 南非足球超級聯賽冠軍 : 2022-23

南非國家隊
- 非洲國家盃季軍 : 2023

### 個人
- 非洲國家盃最佳守門員 : 2023